# Фрёлих, Фриц
Фриц Фрёлих (нем. Fritz Fröhlich, * 13 мая 1910 г. Линц, Австро-Венгрия; † 19 ноября 2001 г. Линц) — австрийский художник и поэт, профессор.

## Жизнь и творчество
Родился в семье железнодорожника. В период между 1929 и 1937 годами изучал живопись и рисунок в Академии изящных искусств Вены, в классах Вильгельма Дахауэра и Фердинанда Андри. Дебютом художника было участие в проходившей в 1937 году в Линце выставке «Современное искусство Австрии». Затем вёл жизнь свободного художника. Жил и работал в собственной мастерской в городке Дюрнберг в Верхней Австрии. Случившийся в ней в 1938 году пожар уничтожил почти все на тот момент картины Фрёлиха. С началом Второй мировой войны, в 1940 году художник был мобилизован в немецкую армию, в 1941 году вступает в брак с Беатрикс Вейсгербер. Летом того же года воинская часть, в которой Фрёлих служил, была отправлена на фронт в районе Чёрного моря. В 1945 году он был интернирован американцами, но сумел бежать.
Начиная с 1946 года художник участвует в различных творческих экспериментах и поисках. Он много пишет и рисует на темы, вынесенные им из военных лет. В 1952 году он посещает выставку Пикассо в Мюнхене, оказавшую на него большое влияние. Фрёлих увлекается кубизмом, сохраняя при этом предметность, фигуративность своего искусства. В 1961 году он совершает путешествие по Испании, на юге которой знакомится со старинной мавританской культурой. В 1979 году проводится передвижная выставка работ Фрёлиха, в здании венской Оперы и в Линце в Австрии, в Ольденбурге, Штутгарте и Висбадене в Западной Германии и в швейцарском Базеле.
В 1993 году в аббатстве Вильгерлинг, где художник и его жена провели длительное время, открывается постоянная экспозиция Собрание Фрица Фрёлиха (Fritz-Fröhlich-Sammlung) в посвящённом ему музее. В 2000 году, городском музее Линца, в связи с его 90-летием, проходит большая ретроспективная выставка его произведений. Художник отличался большим творческим разнообразием. Среди его наследия поэтические и прозаические произведения, картины, пастели, скульптуры, а также фрески и настенная живопись.

## Сочинения (избранное)
- Fritz Fröhlich. Neue Galerie, Linz.
- Верую иеремитом (Confessio Jeremiae.) Mappenwerk, Scripta.
- Мой путь художника (Mein Weg als Maler.) OÖ. Kunstverein, Linz.
- Фриц Фрёлих, или искусство на природе (Fritz Fröhlich oder die Kunst am Lande.) Nordico, Linz.
- Список работ I. (Werkverzeichnis I.) City Galerie, Linz.
- Фриц Фрёлих, искусство жизни (Fritz Fröhlich «Die Kunst des Lebens»), Böhlau, Wien.

## Награды
- 1937, 1947 и 1948: Государственная премия Австрии.
- 1958: присвоение звания профессора.
- 1983: Австрийский Почётный крест за науку и искусство I класса.
- 1989: Премия Альфреда Кубина земли Верхняя Австрия.
- 1995: Медаль земли Верхняя Австрия «за заслуги в области культуры».
- 2000: Большой золотой почётный знак города Линц (Фриц Фрёлих был первый, кто был удостоен этой награды).
- 2000: Премия Генриха Глейснера «За произведения лирики и прозы».

## Галерея

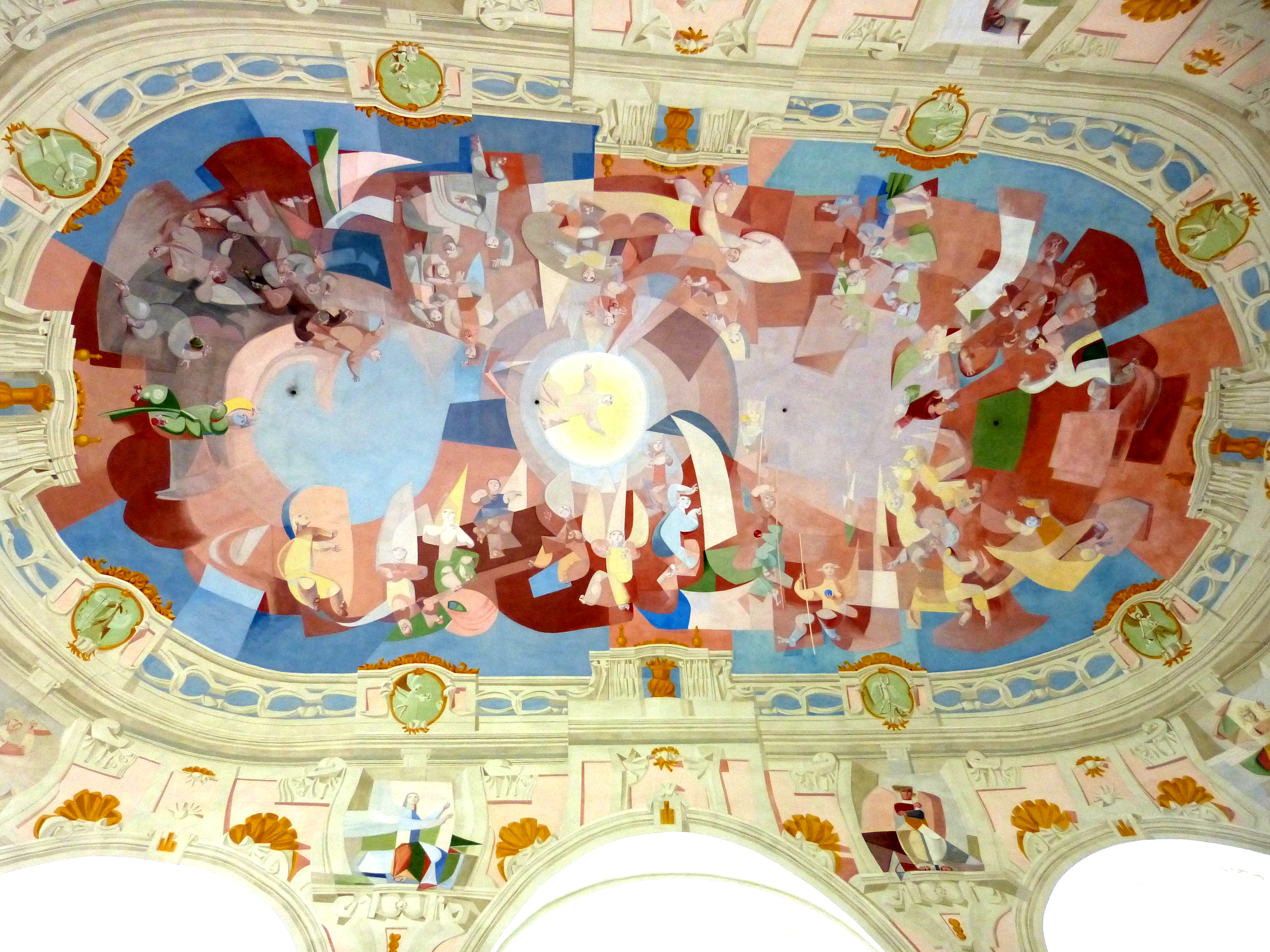
Фресковые росписи монастырской церкви в Энгельсцелль (1956)
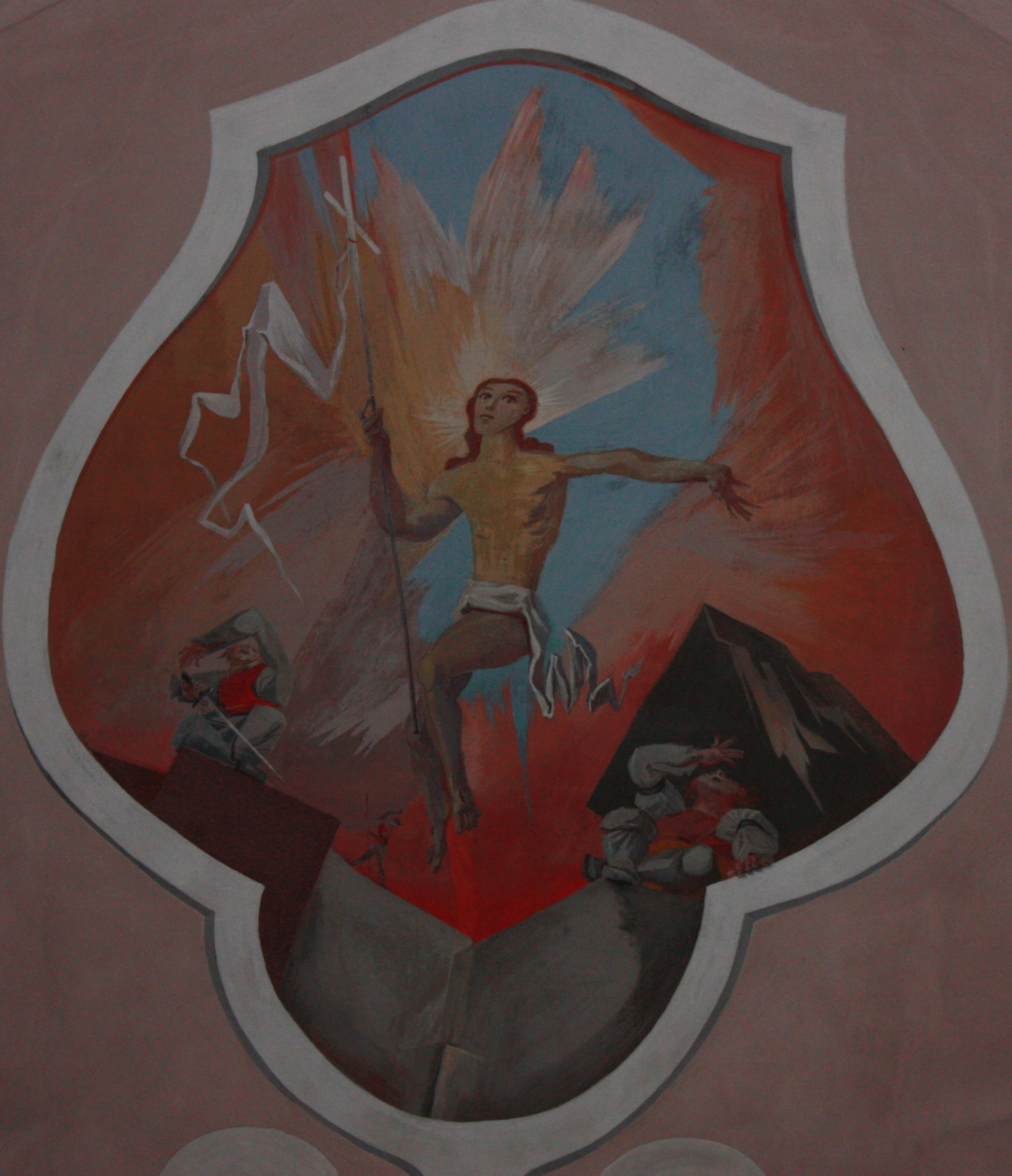
Потолочная фреска Deckenfresko Воскресение Христово, церковь Святого Креста, Виллах
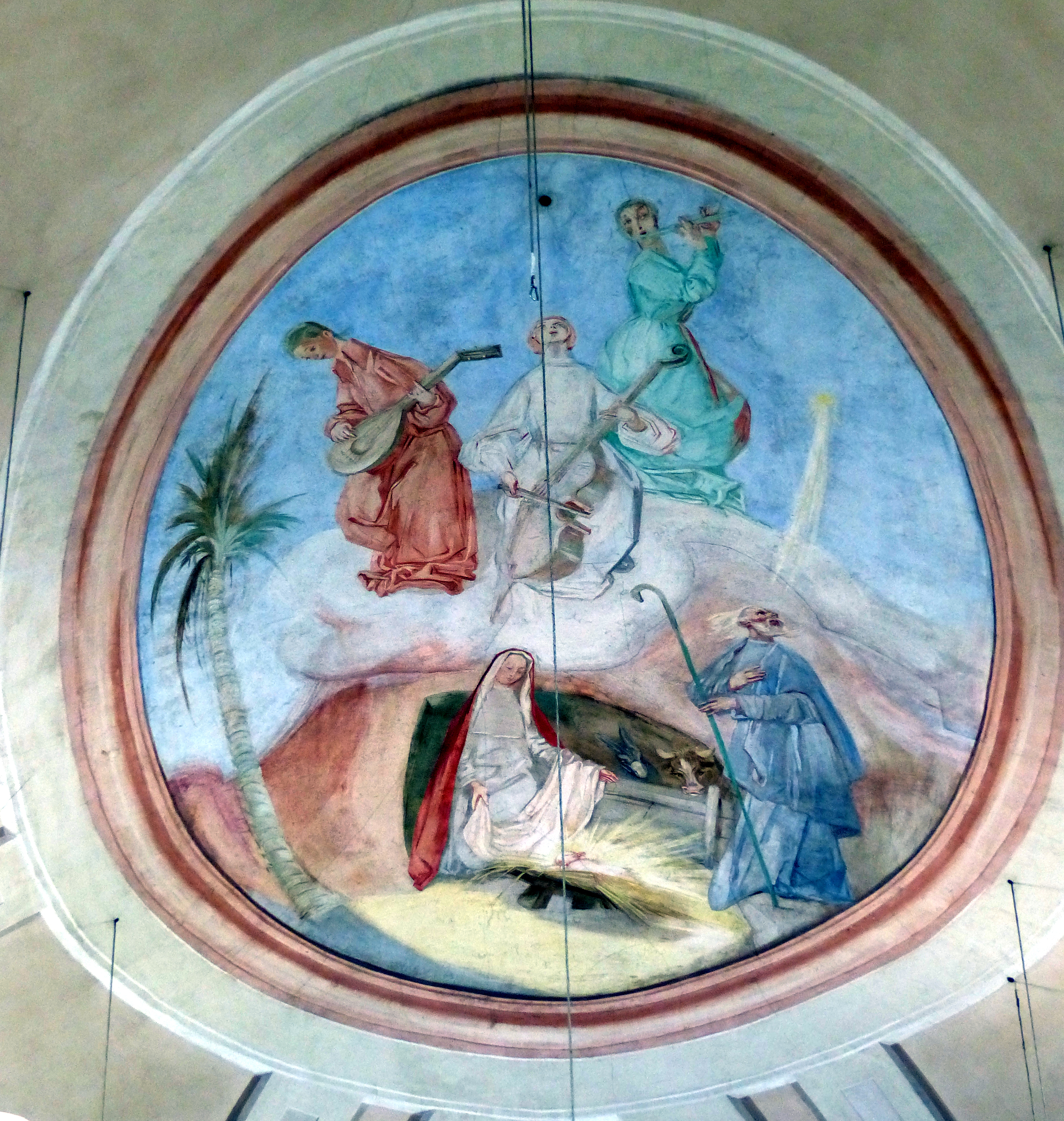
Потолочная фреска церкви в Целль-ан-дер-Прам (1953)
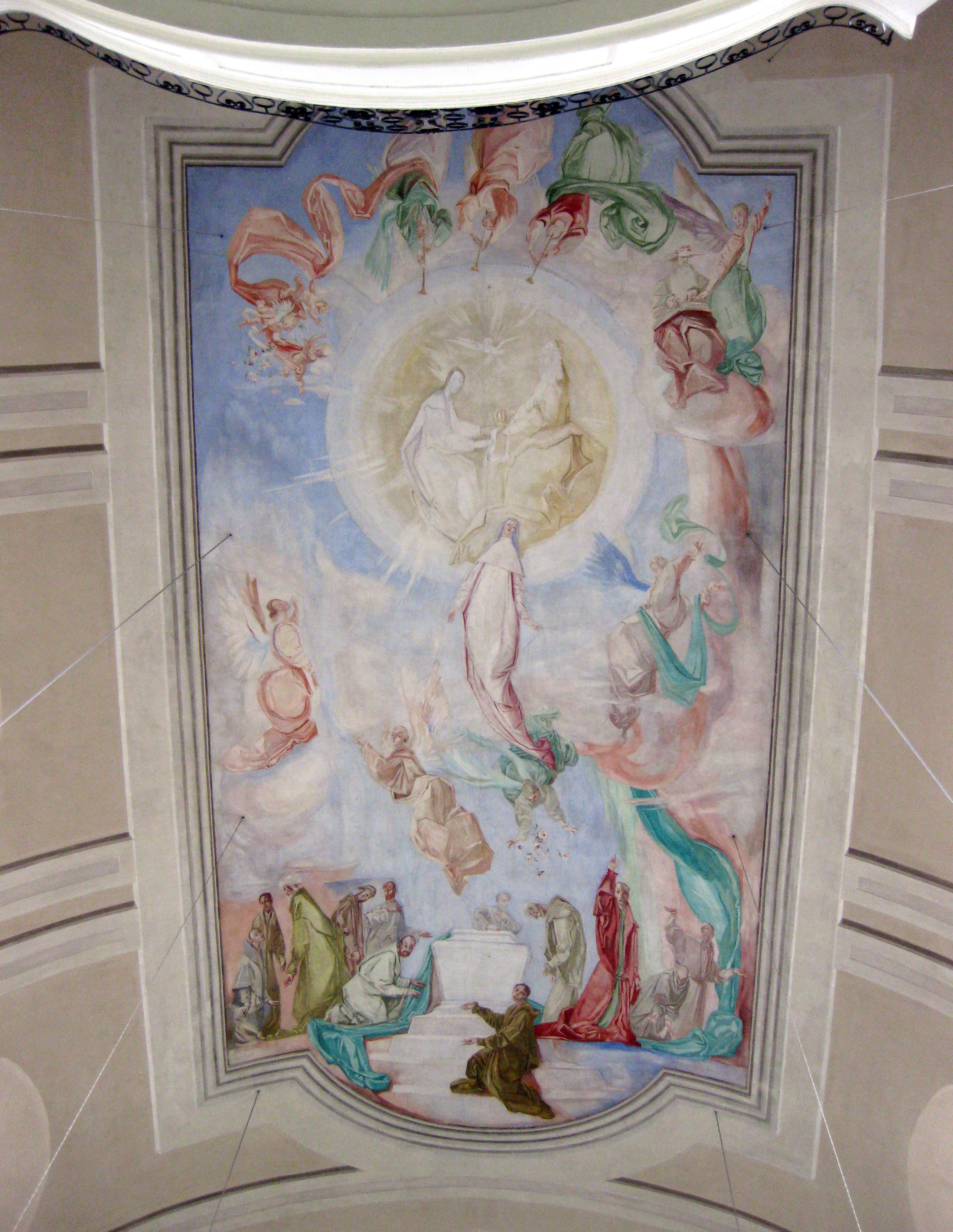
Вознесение Марии, фреска церкви в городке Целль-ан-дер-Прам

## Дополнения
- Галерея Фрёлих